# Zapasy na Letnich Igrzyskach Olimpijskich 1956 – kategoria do 52 kg w stylu wolnym
Zmagania mężczyzn do 52 kg to jedna z ośmiu męskich konkurencji w zapasach w stylu wolnym rozgrywanych podczas Letnich Igrzysk Olimpijskich 1956. Pojedynki w tej kategorii wagowej odbyły się w dniach 28 listopada – 1 grudnia.
Punktacja opierała się na systemie "złych punktów karnych". Zwycięzca otrzymywał zero punktów za wygraną przez "tusz" (łopatki), jeden punkt za wygraną decyzją trzech sędziów. Za przegraną walkę w stosunku 1-2 zawodnik otrzymywał dwa punkty, a za porażkę 0-3 lub łopatki przyznawano 3 punkty karne. Uzyskanie pięciu lub więcej punktów eliminowało zapaśnika z turnieju. Najlepsza trójka walczyła w rundzie finałowej. 

## Klasyfikacja[1]
| Miejsce | Nazwisko                  | Kraj              |
| ------- | ------------------------- | ----------------- |
| 1       | Mirian Całkałamanidze     | ZSRR              |
| 2       | Mohamed Ali Khojastehpour | Iran              |
| 3       | Hüseyin Akbaş             | Turcja            |
| 4       | Tadashi Asai              | Japonia           |
| 5       | André Zoete               | Francja           |
| 5       | Dick Delgado              | Stany Zjednoczone |
| 7       | Baban Daware              | Indie             |
| 7       | Abdul Aziz                | Pakistan          |
| 9       | Lee Jeong-gyu             | Korea Południowa  |
| 10      | Fred Flannery             | Australia         |
| 10      | Luigi Chinazzo            | Włochy            |

## Wyniki

### Pierwsza runda[2]
| Zwycięzca             | Punkty karne | Wynik        | Przegrany      | Punkty karne |
| --------------------- | ------------ | ------------ | -------------- | ------------ |
| Hüseyin Akbaş         | 1            | Decyzja, 3:0 | Luigi Chinazzo | 3            |
| André Zoete           | 0            | Łopatki      | Fred Flannery  | 3            |
| Lee Jeong-gyu         | 0            | Łopatki      | Abdul Aziz     | 3            |
| Tadashi Asai          | 0            | Łopatki      | Baban Daware   | 3            |
| Mirian Całkałamanidze | 1            | Decyzja, 3:0 | Dick Delgado   | 3            |
| Mohamed Khojastehpour | 0            | Bez walki    |                |              |

### Druga runda[3]
| Zwycięzca             | Punkty karne | Wynik        | Przegrany      | Punkty karne |
| --------------------- | ------------ | ------------ | -------------- | ------------ |
| Mohamed Khojastehpour | 1            | Decyzja, 3:0 | Luigi Chinazzo | 6            |
| Hüseyin Akbaş         | 1            | Łopatki      | André Zoete    | 3            |
| Abdul Aziz            | 4            | Decyzja, 3:0 | Fred Flannery  | 6            |
| Baban Daware          | 4            | Decyzja, 3:0 | Lee Jeong-gyu  | 3            |
| Mirian Całkałamanidze | 2            | Decyzja, 2:1 | Tadashi Asai   | 2            |
| Dick Delgado          | 3            | Bez walki    |                |              |

### Trzecia runda[4]
| Zwycięzca             | Punkty karne | Wynik        | Przegrany     | Punkty karne |
| --------------------- | ------------ | ------------ | ------------- | ------------ |
| Mohamed Khojastehpour | 2            | Decyzja, 3:0 | Dick Delgado  | 6            |
| Hüseyin Akbaş         | 1            | Łopatki      | Abdul Aziz    | 7            |
| Tadashi Asai          | 3            | Decyzja, 3:0 | André Zoete   | 6            |
| Mirian Całkałamanidze | 2            | Łopatki      | Baban Daware  | 7            |
|                       |              | Wycofał się  | Lee Jeong-gyu | -            |

### Czwarta runda[5]
| Zwycięzca             | Punkty karne | Wynik        | Przegrany             | Punkty karne |
| --------------------- | ------------ | ------------ | --------------------- | ------------ |
| Mohamed Khojastehpour | 3            | Decyzja, 3:0 | Tadashi Asai          | 6            |
| Hüseyin Akbaş         | 2            | Decyzja, 3:0 | Mirian Całkałamanidze | 5            |

### Runda finałowa
| Zwycięzca             | Wynik        | Przegrany                                          |
| --------------------- | ------------ | -------------------------------------------------- |
| Hüseyin Akbaş         | Decyzja, 3:0 | Mirian Całkałamanidze (zaliczony wynik z IV rundy) |
| Mohamed Khojastehpour | Decyzja, 3:0 | Hüseyin Akbaş                                      |
| Mirian Całkałamanidze | Łopatki      | Mohamed Khojastehpour                              |